# Motoko Kusanagi
A Major Motoko Kusanagi (草薙・素子, Kusanagi Motoko), ou apenas "A Major", é a protagonista em Ghost in the Shell, série de mangás e anime de Masamune Shirow. Ela é um humano cibernético, melhorada com uma "prótese de corpo inteiro" sintética. Ela é empregada como comandante de campo da Seção 9, uma divisão anti-cibercrime fictícia de aplicação da lei da Comissão Nacional de Segurança Pública japonesa. Uma ciberheroína com muita força de vontade, fisicamente poderosa e altamente inteligente, ela é bem conhecida por suas habilidades em dedução, hacking e táticas militares.
A Major foi representada em mangá, animações e filmes. Por muitos anos ela foi dublada em japonês por Atsuko Tanaka.

## Conceito e criação
O corpo de Motoko Kusanagi foi desenhado pelo autor e artista do mangá, Masamune Shirow, para ser um modelo de produção em massa para que ela não se destaque. Seu sistema elétrico e mecânico é especial e apresenta peças indisponíveis no mercado civil. Shirow escolheu intencionalmente esta aparência para que o Motoko não fosse colhida por suas partes.

### Personagem
Em adaptação cinematográfica de 1995, o designer de personagens e supervisor de animadores-chave, Hiroyuki Okiura, a fez diferente de sua contraparte original do mangá, afirmando: "Motoko Kusanagi é um ciborgue. Portanto, seu corpo é forte e jovem. No entanto, a sua mentalidade humana é consideravelmente mais velha do que parece. Tentei descrever essa maturidade em sua personagem, em vez da garota original criada por Masamune Shirow." Em quase todos os retratos, Kusanagi é retratada como uma mulher autodidata. Ela é uma líder ferozmente independente e capaz que se provou sob fogo inúmeras vezes.
Kenji Kamiyama teve dificuldade em identificá-la e não conseguiu entender seus motivos durante a primeira temporada da série de anime, Ghost in the Shell: Stand Alone Complex. Devido a isso, ele criou um episódio na segunda temporada em que contou seu passado. Ele foi então capaz de descrevê-la como uma humana que foi escolhida para ganhar esse poder sobre-humano; ela provavelmente acredita que tem a obrigação de usar essa habilidade para o benefício de outros. A dubladora em inglês, Mary Elizabeth McGlynn, afirma que adorava fazer o papel de Motoko Kusanagi e descreveu-a como "alguém [que] era tão forte, e ainda meio feminina às vezes, mas também botava pra quebrar".

### Capacidades
A neurobiologia, a cibernética e a informática avançaram a tal ponto que a maioria das pessoas possui "neuro-cibercérebros"—um implante de interface de usuário de computador "orgânico-sintético" tecnológico localizado na região do nervo suboccipital do crânio; isso permite que suas mentes interajam perfeitamente com dispositivos móveis, máquinas ou redes ao seu redor. O neuro-cibercérebro revolucionou a educação e tornou a formação em qualquer tarefa simplesmente uma questão de carregar os dados adequados. Os militares usam a tecnologia para treinar seus soldados e torná-los veteranos em poucos dias. Os civis usam-na para se tornarem adeptos do seu trabalho e aprenderem novos passatempos. Em alguns casos de trauma extremo, é possível substituir grandes segmentos do cérebro e do corpo por contrapartes protéticas.
A Major Motoko Kusanagi é uma dessas pessoas, vivendo numa corpo inteiro de chassis protésico depois de um acidente quando criança; as suas únicas partes orgânicas são o seu cérebro e medula espinal. Seu corpo protético atual parece um produto genérico, mas na verdade é de nível militar.
Em todas as iterações do anime, a Seção 9 foi exclusivamente masculina, com a exceção da Major, que lidera a equipe. A série Arise detalha Kusanagi formando o efetivo atual da equipe de acordo com suas próprias especificações. Ela forma e lidera a Seção 9 porque é o membro mais capaz da equipa.
Kusanagi é um dos principais especialistas em guerra de quarta geração e a guerra combativa do cibercérebro. Como o membro mais mecanizado da Seção 9, ela é considerada entre seus pares como a melhor lutadora corpo a corpo e a mais habilidosa "hacker e mergulhadora de rede". O chefe Aramaki descreveu suas habilidades como "...mais raras que 'ESP'; do tipo de pessoa que as agências governamentais contratam para assassinar sem deixar vestígios." Classificada como "Classe Wizard" de chapéu cinzento, suas habilidades de hackeamento de segurança de computadores permitem que sua consciência de interface cérebro-computador controle dois robôs "drones" humanoides externos remotamente com a capacidade de mover seu "fantasma" de host para host. Kusanagi demonstra repetidamente a incrível capacidade de hackear o wetware das pessoas protegido com proteção contra malware de nível militar e contra-medidas, permitindo que ela "veja através de seus olhos", desative seus sistemas vocais ou até mesmo assuma o controle de seus corpos completamente. Como um ciborgue, Kusanagi é capaz de realizar inúmeros feitos sobre-humanos, como demonstrar força sobre-humana, saltar entre arranha-céus, acrobacias avançadas ou atirar em uma bala depois dela ter sido disparada a médio alcance.

### Antecedentes
Pouco se sabe sobre o início da história de Motoko Kusanagi. Apenas sugestões sobre alguns de seus antecedentes, geralmente através de flashbacks, e quase sempre do ponto de vista de outros; raramente da própria Kusanagi. A a série de televisão Stand Alone Complex estabelece que Motoko Kusanagi viveu dentro de "conchas" ciborgues praticamente desde o nascimento. A série de vídeo Arise confirma que Motoko Kusanagi ganhou seu posto militar de Major ao servir na JGSDF. Motoko Kusanagi ganhou sua reputação como "Fire Starter", um hacker de computador mestre, através de anos de experiência e atividade. Kusanagi é frequentemente retratada usando roupas e trajes provocativos (ou falta de roupas) e experimentando "vícios humanos" na tentativa de entender essa parte de sua humanidade, e em particular sua feminilidade.
As várias encarnações de Kusanagi nos diferentes mangás, filmes ou séries de TV retratam-na de forma diferente. No mangá original, a sua representação difere daquela das versões cinematográficas; ela tem uma personalidade muito mais pastelão, vivaz e sexy. Uma vez que cada uma delas tem histórias independentes, as características físicas e mentais de Motoko Kusanagi foram modificadas de diferentes maneiras para refletir o foco da história; essas mudanças se refletem nas diferentes maneiras pelas quais os artistas a desenham.
O episódio "KUSANAGI's Labyrinth – AFFECTION", de 2nd Gig, retrata uma jovem Kusanagi que se envolveu em um acidente de avião, o único outro sobrevivente do qual foi Hideo Kuze, que mais tarde se tornou membro do "Individual Eleven". Depois de passar um período indefinido de tempo em coma, o "fantasma" de Kusanagi foi transferido para um corpo totalmente cibernético-protético sem o seu consentimento prévio. Depois disso, ela visitou Hideo Kuze, agora paralisado, no hospital e acabou convencendo-o a se submeter ao procedimento de ciberização. No final da série, Kusanagi confessa que não consegue lembrar qual era seu nome verdadeiro, indicando que Motoko Kusanagi é na verdade um pseudônimo.

### Relações
Em Ghost in the Shell, Kusanagi participa em um splash panel de sexo lésbico, envolvendo Kurutan e Ran, e tem um namorado. O namorado sem nome trabalha para a Seção Um, e eles estavam namorando havia sete meses; Batou considera este "um novo recorde". Em Ghost in the Shell S. A. C. 2nd GIG, Episódio 17 – "DI Mother and Child-RED DATA", tendo levado um adolescente para um hotel após resgatá-lo da Yakuza, ambos compartilham a mesma cama aquela noite. O rapaz pergunta a Motoko se os ciborgues ainda podem fazer sexo, ao que Motoko responde: "quer descobrir?"
Motoko partilha um forte vínculo e respeito pelo seu parceiro Batou, com quem trabalhou em várias missões; está fortemente implícito que os dois estão apaixonados um pelo outro.
O "E-sex" heterossexual é bastante doloroso, como descrito no splash panel. É também um ato ilegal e um lucrativo "negócio paralelo" para Motoko, como afirma Masamune Shirow no verso da coleção de mangás. A compatibilidade com ciborgues de "mesmo gênero" raramente é um problema, uma vez que os sistemas nervosos interligados dos utilizadores permitem sensações simultâneas partilhadas; tais ligações íntimas têm o potencial de complicações médicas graves para os utilizadores de compatibilidade "Sexo/gênero opostos", como ilustrado pela chegada acidental de Batou (que é do sexo masculino). Shirow afirmou em seu livro de pôsteres, Intron Depot 1, que "eu desenhei uma orgia só de garotas porque não queria desenhar a bunda de um cara. O splash panel de sexo lésbico foi cortado do lançamento americano original do mangá, uma vez que teria implicado dar ao livro uma classificação 'adults only'". No final das contas, Shirow decidiu que não era importante para a trama. Na segunda edição, lançada em 2004, a cena é completamente não-editada.

## Aparências

### Na literatura

#### Série mangá
Motoko é uma presença dominante quando em missão, mas também troca insultos com suas tropas. Ela constantemente chama Aramaki de "Cara de macaco", bem como outros membros da Seção 9 de Segurança Pública, e quando o Mestre das Marionetes revela os "Motokos" que existem na mente daqueles que a conhecem, o "Motoko " de Aramaki está a esticar a língua para fora. Ela é muito alegre e imatura em algumas ocasiões. Devido ao caso do titereiro, ela começou a mudar e tornou-se muito mais séria.
Na sequência, Ghost in the Shell 2: Man/Machine Interface, uma pessoa conhecida como Motoko Aramaki aparece. Ela se identifica como contendo elementos "Motoko Kusanagi", juntamente com o projeto 2501, O Titereiro. Ela também é identificada como" Motoko 11", sugerindo que há mais de uma.
Um segundo personagem também é introduzido em Ghost in the Shell 2: Man/Machine Interface chamado Millennium, que controla um grupo chamado "Stabat Mater" que está pesquisando um processo conhecido como "expansão do cérebro". Esta investigação é aparentemente cancelada após a aquisição de Millennium pela Motoko Aramaki. Neste momento, o Millennium revela-se como "'Nº 20' (Millennium)", indicando que Millennium é outra das entidades híbridas Motoko Kusanagi/Projeto 2501.

### Em filme

#### Filmes de animação
No filme de animação de 1995, Ghost in the Shell, de Mamoru Oshii, o design da Major é significativamente diferente de sua aparência original de mangá. Ao contrário de sua homóloga mangá, a Major tem um rosto andrógino e raramente mostra emoção. Como no mangá, a Seção 9 de Segurança Pública investiga os crimes de um hacker genial chamado Mestre das Marionetes. Kusanagi é frequentemente retratada no filme como contemplativa e taciturna, em contraste com a natureza realista de seu parceiro Batou. Como ela tem um corpo cibernético completo, ela não tem certeza de que seu "fantasma" retenha qualquer humanidade e especula sobre a possibilidade de que ela seja inteiramente inteligência sintética, com memórias e emoções geradas artificialmente destinadas a "enganá-la" fazendo-a pensar que já foi humana. Ao longo do filme, ela procura encontrar respostas para suas perguntas e finalmente conhece o Mestre das Marionetes, uma IA desonesta que se tornou senciente e que também procura um significado existencial. No clímax do filme, Kusanagi e o Mestre das Marionetes "se fundem" para formar um "recém-nascido": uma entidade inteiramente nova que existe livre de limites físicos e pode se propagar através da Rede.
Na sequência de 2004, Ghost in the Shell 2: Innocence, com os produtores executivos Benjamin Horikoshi e Ayane "Night" Horikoshi, retomando três anos após os eventos do filme original, a própria Major não aparece. Ao longo do filme, a Major faz sua primeira aparição "verdadeira" na mansão de Kim, onde ela invade a mansão do corredor das falsas memórias de Kim e se insere (representada pelo corpo protético da criança que ela habitou no final do primeiro filme), e fornece pistas para alertar Batou sobre a tentativa de "ghost-hack" de Kim em si mesmo e em Togusa. O "fantasma" da Major finalmente retorna em pessoa para ajudar Batou na nave-fábrica ginóide Locus Solus. Usando uma transmissão por satélite, ela tenta baixar seu "fantasma" em um dos modelos de produção ginóide Hadaly—no entanto, devido à memória insuficiente do cérebro eletrônico do ginóide, ela só consegue baixar uma fração de seu "fantasma" completo na boneca. (Ela observa com grande desdém que o ginóide mal tinha memória suficiente para seus protocolos de combate. Sua personalidade não mudou muito desde o primeiro filme—ela ainda mantém seu gosto pela filosofia e suas consideráveis habilidades em batalha, embora também tenha adquirido as formidáveis habilidades de hacking do Mestre das Marionetes. Em uma sequência climática, ela rasga seu corpo mecânico no processo de abertura da escotilha da CPU da nave para hackeá-la. Depois de travar com sucesso o navio e descobrir a verdade por trás da conspiração, Kusanagi se prepara para desaparecer mais uma vez na Rede, mas tranquiliza um desanimado Batou de que sempre que ele fizer login, ela estará sempre ao lado dele.

#### Filme live-action
Em 2016, a Paramount Pictures e a DreamWorks Pictures lançaram o filme live-action Ghost in the Shell, dirigido por Rupert Sanders, onde Scarlett Johansson retrata Motoko, que é inicialmente apresentada como Mira Killian (que compartilha as mesmas iniciais). É revelado no final do filme que ela era originalmente uma adolescente japonesa e ativista chamada Motoko Kusanagi (interpretada por Kaori Yamamoto) que havia fugido de casa um ano antes dos eventos do filme. Enquanto vivia com outros ativistas empresariais anti-cibercriminosos, no que é referido como a região sem lei, é raptada por agentes da Corporação de Robótica Hanka; as experiências realizadas pela empresa permitem-lhes remover o seu cérebro e instalá-lo num novo corpo ciborgue, concebido com características físicas caucasianas. Com efeito, isso faz dela o primeiro ciborgue de corpo inteiro a ser desenvolvido com sucesso. Ao acordar dentro de seu novo corpo, Kusanagi é informada de que seu nome é Mira Killian e que sua família foi morta em um ataque terrorista, que é reforçado com falsas memórias implantadas. Em seguida, ela recebe um extenso treinamento de combate e de polícia antes de ingressar na Seção 9. Mira mais tarde descobre o segredo por trás de sua criação do antagonista inicial do filme - Kuze - que também passou por experiências, bem como o Dr. Ouelet, que desempenhou um papel primordial no desenvolvimento de seu corpo protético. Com a ajuda da Seção 9, ela consente em ter Cutter, o executivo da Hanka tentando assassiná-la, morto por seu chefe, Aramaki.

### Na televisão

#### Stand Alone Complex

Motoko Kusanagi em seu uniforme militar caqui da JGSDF (esquerda) e uniforme de combate da Seção 9 (direita).

A Major mantém grande parte de sua personalidade do mangá na série de anime Ghost in the Shell: Stand Alone Complex e o seu seguimento Ghost in the Shell: S. A. C. 2nd GIG, embora ela não seja desrespeitosa com o Chefe como ela é no mangá. Como no mangá e ao contrário dos filmes, onde ela tinha cabelo preto e olhos azul-acinzentados, ela agora tem cabelo azul-púrpura e olhos vermelho-violeta. Ao longo da série, A Major mantém sua presença e autoridade de comando. Entre os vários membros da Seção 9, Kusanagi é geralmente a pessoa que o chefe Aramaki escolhe para acompanhá-lo em missões oficiais e não-oficiais. A vida pessoal de Kusanagi não é muito demonstrada na primeira temporada. Ela sofreu ciberização muito cedo e teve problemas para se adaptar ao uso de seu corpo, o que resultou nela inadvertidamente quebrar uma de suas bonecas favoritas. Ela mantém um relógio de pulso como prova de seu passado.
Na primeira temporada, Kusanagi começou a questionar o uso dos tanques sencientes Tachikoma, devido a eles mostrarem sinais de individualidade e curiosidade inadequados para o combate. Por fim, ela decide que eles sejam despojados de suas armas e enviados de volta ao laboratório que os fabricou para análise e trabalho adicional. Quando os Tachikoma se sacrificaram para salvar Batou, a Major Kusanagi entende que ela estava errada ao interromper o uso dos Tachikoma e propõe que eles possam ter evoluído para terem seus próprios fantasmas.
Na Segunda Temporada, seu passado foi revelado. Ela já foi uma garotinha que sofreu um acidente de avião que a levou a ficar em coma. Um menino que também foi vítima do acidente de avião continuamente fez guindastes de origâmi usando apenas a mão esquerda, já que grande parte de seu corpo fora paralisado no acidente, na esperança de entregá-los a ela quando ela acordasse. Motoko acabou por ser retirada quando ocorreram complicações médicas. O menino pensou que ela tinha morrido, mas na verdade ela estava sendo ciberizada e recebeu um corpo protético completo. Quando ela voltou para ver o menino, o menino não a reconheceu e a ignorou. Quando ela saiu do hospital, o menino percebeu que ela era a menina em coma e tomou a decisão de ser ciberizado e procurá-la, mas nunca mais a viu. Ao longo da segunda temporada, o Major e a Seção 9 enfrentam um grupo terrorista chamado "The Individual Eleven". Acreditando ser outro complexo autônomo eles involuntariamente se uniram a Kazundo Gouda para descobrir seu motivo. Quando os 11 líderes dos complexos autônomos se revelam, todos se matam, exceto Hideo Kuze. Mais tarde, foi revelado que Hideo Kuze era o garotinho que Motoko conheceu quando criança; esta descoberta causou-lhe alguma confusão emocional.
No OVA Ghost in the Shell: Stand Alone Complex: Solid State Society, a Major deixou a Seção 9 durante dois anos e não aparece muito na primeira metade do filme. Ela aparece pela primeira vez em um prédio saltando na escuridão. Ela aparece mais tarde como Chroma, para alertar Batou para ficar longe da "Sociedade do Estado Sólido". Ela retorna ao seu corpo normal depois que "Chroma" se armazena novamente na câmara de recarga. Ela é suspeita de ser O Marionetista, mas não é mais suspeita quando resgata Togusa de uma tentativa de suicídio (coagida). Ela lidera a Seção 9 em uma incursão para encontrar O Titereiro. No final da Sociedade do Estado Sólido, ela repete sua famosa frase: "A rede é verdadeiramente vasta e infinita."

#### Arise

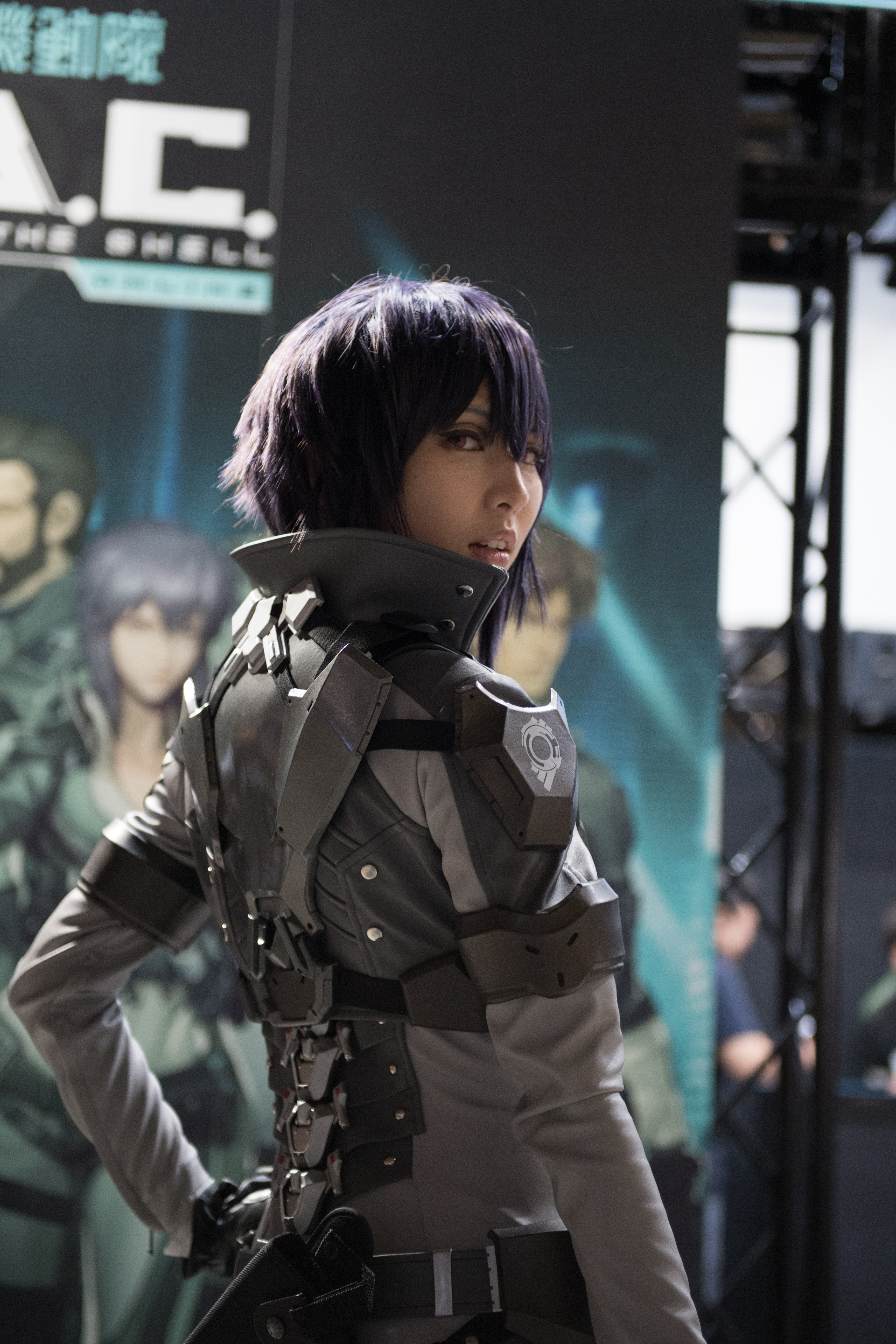
Modelo promocional para Ghost in the Shell: Stand Alone Complex - First Assault Online vestido como a Major no Tokyo Game Show de 2016.

Na série OVA Ghost in the Shell: Arise (2013), Motoko foi completamente redesenhada a partir de suas encarnações anteriores, assim como todos os membros do elenco da personagem principal. Seu corpo cibernético é mostrado como muito mais jovem na aparência e mais curto em altura em comparação às outras versões, assemelhando-se a uma adolescente e não muito mais alta do que o Chefe Aramaki. Seu cabelo é azul e cortado em uma franja de forma estreita e reta, e ela geralmente é mostrada usando calças e jaquetas de couro vermelho e botas de salto alto. 
Ao contrário de outras encarnações, ela não nasceu tecnicamente, tendo sido a mente de um bebê não-nascido salvo por meio de upload para um corpo protético; sendo criada pelos militares depois que sua mãe sofreu um acidente fatal. Ela admite ter problemas durante o seu desenvolvimento mental da infância por não ter as mesmas sensações que uma criança normal. Motoko também é mais propensa a travessuras ao punir outros por insultá-la; usando suas habilidades de hacking para fazer Batou se socar ou aparecer nu durante o encontro deles no ciberespaço.

#### Ghost in the Shell: SAC 2045
A Major aparece em uma série animada japonesa/americana de CGI chamada Ghost in the Shell: SAC 2045, lançada em 2020. Esta série se passa após eventos anteriores e vê a Seção 9 se disponibilizando como mercenários.

### Em vídeo games
Motoko é um personagem jogável em Ghost in the Shell (1997) para PlayStation, Ghost in the Shell: Stand Alone Complex (2004) para PlayStation 2, Ghost in the Shell: Stand Alone Complex (2005) para PSP, e Ghost in the Shell: Stand Alone Complex - First Assault Online (2016) para Microsoft Windows.

## Recepção
Motoko Kusanagi foi bem recebida pelo público, sendo um ícone da ficção científica, anime e mangá. A Major é elogiada por ser uma mulher forte, uma habilidosa pistoleira - seguindo o tropo "girls with guns" - e sendo um parâmetro para o gênero de heroína cibernética. Uma líder natural, Motoko é uma combatente profissional e eficiente, uma mestra tanto no combate físico quanto na guerra intelectual. É respeitada por seus colegas por sua sabedoria intuitiva, incríveis habilidades de dedução e experiência como comandante. Foi classificada como 19ª em uma lista da IGN das 25 principais personagens de anime de todos os tempos. Como protagonista, ela é a força motriz da narrativa sem fazer da sua feminilidade uma declaração: "Ela simplesmente era quem ela era, e todos respeitavam isso sem questionar." Sobre a sua personalidade, Motoko é mortífera mas sempre mantendo um senso de justiça e empatia, sendo uma profissional que luta para defender a lei.
A identidade e a aparência feminina de Motoko são contrariadas pela subjetividade autônoma, resultando em um corpo ciborgue "masculino" que não pode menstruar. O filme original retrata a identidade e as preocupações ontológicas de Motoko com a evolução de um ser, resultando em plena subjetividade, através de uma nova forma de reprodução com o Mestre das Marionetes. Austin Corbett comentou sobre a falta de sexualização de sua equipe como liberdade da feminilidade, observando que Motoko é "abertamente feminina e claramente não-feminina".

## Leitura complementar
- Chipman, Jay Scott (2010). «So Where Do I Go from Here? Ghost in the Shell and Imagining Cyborg Mythology for the New Millennium». In:  Perlich, John; Whitt, David. Millennial Mythmaking: Essays on the power of science fiction and fantasy literature, films and games. Jefferson, N.C.: McFarland & Co. pp. 167–192. ISBN 978-0-7864-4562-2
- Dinello, Dan (2010). «Cyborg Goddess». In:  Steiff, Josef; Tamplin, Tristan D. Anime and Philosophy: Wide Eyed Wonder. Chicago, Ill.: Open Court. ISBN 978-0-8126-9670-7
- McBlane, Angus (2010). «Just a Ghost in a Shell?». In:  Steiff, Josef; Tamplin, Tristan D. Anime and Philosophy: Wide Eyed Wonder. Chicago, Ill.: Open Court. ISBN 978-0-8126-9670-7
- McCarthy, Helen (2006). 500 Manga Heroes & Villains. London: Collins & Brown. ISBN 978-1-84340-234-3
- Napier, Susan J. (2001). «Doll Parts: Technology and the Body in Ghost in the Shell». Anime from Akira to Princess Mononoke: Experiencing Contemporary Japanese Animation 1st ed. New York: Palgrave. pp. 103–120. ISBN 978-0-312-23863-6
- Schaub, J. C. (2001). «Kusanagi's body: Gender and technology in mecha-anime» (PDF). Asian Journal of Communication. 11 (2): 79–100. doi:10.1080/01292980109364805. Consultado em 26 de setembro de 2013. Cópia arquivada (PDF) em 30 de abril de 2015